# Andrija Konc
Andrija Konc (* 10. Oktober 1914 (nach anderen Angaben 10. Oktober 1919) in Sombor; † im Herbst 1945 in Bjelovar) war ein jugoslawischer Operetten- und Schlagersänger, Komponist sowie Fußballtorhüter.

## Leben
Konc absolvierte ein Studium an der Musikakademie Zagreb bei Lav Vrbanić. Er war Mitglied des Opernchors des Kroatischen Nationaltheaters in Zagreb, mit dem er in den Operetten (La traviata von Verdi, Der heilige Antonius von Jara Beneš, Pjesmom kroz život von Milan Asić, Snovi male Luane von Slavko Miđor und Maks Mottla usw.) auftrat. Später verlegte er sich auf Salonmusik und wurde damit bekannt. Konc sang im Radio, veröffentlichte Schallplatten und trat auch international auf. Er komponierte auch selbst einige Schlager.
Konc spielte für den Hrvatski akademski športski klub als Fußballtorwart. Während des Zweiten Weltkriegs trat er auch in Deutschland und Ungarn auf. Am 23. April 1945 trat er zum tausendsten Mal auf. Die bekannte Theaterschauspielerin Eliza Gerner schrieb in ihren Memoiren, Konc sei in einem Lager der OZNA in der Nähe von Bjelovar inhaftiert und dort ermordet worden. Im kommunistischen Jugoslawien wurde seine Musik nicht gespielt.

## Lieder
- Ja ljubim (benutzt im Film Böse menschen haben keine Lieder (Tko pjeva zlo ne misli))
- Da barem nisam tebe sreo: lagani fox
- Do kad će trajat taj san…?
- Gitaro, druže moj
- Jeka: slow-fox
- Snivaj: tango
- Ne reci: pjesma i tango
- Mjesec maj na Marjan poć…
- Ća je lipo u Splitu živit

Seine Schallplatten erschienen bei Edison Bell Penkala, Elektron und Akord, heute sind CDs von Croatia Records erhältlich.